# Casalborgone
Casalborgone là một đô thị ở tỉnh Torino trong vùng Piedmont, có vị trí cách khoảng 20 km về phía đông bắc của Torino, nước Ý. Tại thời điểm ngày 31 tháng 12 năm 2004, đô thị này có dân số 1.798 người và diện tích là 20,2 km².
Đô thị Casalborgone có các frazioni (các đơn vị trực thuộc, chủ yếu là các làng) Ceriaglio, Borganino, Val Chiapini, và Val Frascherina.
Casalborgone giáp các đô thị: San Sebastiano da Po, Lauriano, Castagneto Po, Rivalba, Tonengo, Aramengo, Berzano di San Pietro, và Cinzano.